# Principiul zero al termodinamicii
| Principiile termodinamicii              |
| --------------------------------------- |
| Principiul zero al termodinamicii       |
| • Stabilirea echilibrului termodinamic  |
| • Tranzitivitatea echilibrului termic   |
| Principiul întâi al termodinamicii      |
| Principiul al doilea al termodinamicii  |
| Principiul al treilea al termodinamicii |
| modifică                                |

Sintagma principiul zero al termodinamicii este folosită, de autori diferiți, pentru a indica două principii fundamentale ale termodinamicii, cu conținut diferit. Ambiguitatea rezultantă se rezolvă precizând că, în funcție de contextul în care apare, principiul zero al termodinamicii se referă fie la stabilirea echilibrului termodinamic, fie la tranzitivitatea echilibrului termic.

## Stabilirea echilibrului termodinamic
O stare a unui sistem termodinamic în care proprietățile sistemului nu variază în timp este o stare de echilibru termodinamic. Existența stării de echilibru termodinamic, pentru un sistem dat, se constată pe cale experimentală. Pentru fundamentarea riguroasă a teoriei este însă necesar să se precizeze condițiile în care, pentru orice sistem, se ajunge la stabilirea echilibrului termodinamic.
Se consideră două sisteme A și B separate între ele printr-un perete adiabatic, dar fiecare dintre acestea aflându-se în contact cu un al treilea sistem C, prin intermediul unor pereți diatermici, întregul ansamblu fiind înconjurat de un perete adiabatic.
Între sistemele A, B nu poate avea loc un transfer de căldură, în timp ce între sistemele A și C pe de o parte, și B și C pe de altă parte este permis schimbul de căldură.
Experiența arată că cele două sisteme A și B vor atinge echilibrul termic cu al treilea sistem C și că nu va apărea nicio modificare în continuare, în starea acestora, chiar dacă peretele adiabatic este înlocuit cu un perete diatermic.
Principiul zero al termodinamicii,[a] în sensul de principiul stabilirii echilibrului termodinamic, are următorul enunț:
Un sistem termodinamic situat în condiții externe invariabile în timp va atinge, după un timp suficient de lung, o stare de echilibru termodinamic.

## Tranzitivitatea echilibrului termic
Noțiunea de temperatură (empirică) se definește punând în contact termic două sau mai multe sisteme și așteptând să se stabilească starea de echilibru termic, care este un caz special de echilibru termodinamic. Pentru definirea riguroasă a temperaturii este necesară adoptarea principiului zero al termodinamicii[b] în forma numită de alți autori principiul tranzitivității echilibrului termic:[c]
Dacă sistemul A este în echilibru termic cu sistemul B și sistemul B este în echilibru termic cu sistemul C, atunci sistemul A este în echilibru termic cu sistemul C.